# Oasi Zone Umide Beneventane
L'oasi Zone Umide Beneventane è un'area naturale protetta, gestita dalla LIPU, nel territorio dei comuni di Benevento, Castelpoto, Foglianise e Torrecuso. L'area non è inclusa nell'EUAP.

## Storia
La zona del fiume Calore nei pressi di Benevento suscitò l'interesse della delegazione beneventana della Lega Italiana Protezione Uccelli (LIPU) nel 2002. I volontari quindi, dopo aver tenuto diversi convegni, incontri con politici, tecnici e funzionari della provincia campana e dopo aver organizzato visite guidate nell'area, ottennero nel 2007 l'istituzione di un'area naturale protetta dell'estensione di circa 1100 ha, ufficializzata con la delibera di giunta provinciale numero 141. L'oasi è stata inaugurata nel febbraio successivo, venendo data in gestione alla LIPU nel 2013 e, a fronte di risultati positivi, nel 2019 la convenzione di gestione in uso gratuiro è stata rinnovata per ulteriori dieci anni.
L'oasi è attraversata, nel suo asse viario principale costituito dalla pista ciclopedonale Paesaggi Sanniti, dall'itinerario escursionistico Via Francigena del Sud e da quello ciclistico EuroVelo 5 Via Romea Francigena, curato in Italia dalla FIAB.

## Territorio
Nella delibera d'istituzione veniva individuata e perimetrata un'area fluviale lunga circa 11 km , dalla zona di Cellarulo, prossima alla città, alla stazione in disuso di Vitulano-Foglianise; lungo l'asta l'ente ha individuato tre siti di particolare pregio, i boschi igrofili di Cellarulo, di Pantano-Serretelle e di confluenza della Ienga nel Calore. Per il sito ufficiale Lipu, l'asta fluviale si estende per un'ulteriore lunghezza di circa 4 km a monte, oltre il ponte Vanvitelli, a ricomprendere le pianure alluvionali delle anse di Pezzapiana e Crocella Pacchiana.
I principali corsi d'acqua, oltre al Calore, di cui sono tributari, sono: il torrente San Nicola, il Sabato e i torrenti Serretelle e Jenga. A questi vanno poi aggiunti torrenti e valloni (nome locale per rii caratterizzati da regime torrentizio e notevole dislivello in pareti ripide) dal regime incostante.
L'area protetta si sviluppa principalmente in aree alluvionali di fondovalle fluviale, non essendo perciò interessata da rilievi particolarmente elevati: delle varie alture, tutte collinari, il principale rilievo interamente ricompreso nell'area è il monte Sant'Angelo (206 m s.l.m.), mentre a contornarne i confini si trovano Toppa Focareto (287 m s.l.m.) e Toppa Torbella (295 m s.l.m.) nel comune di Castelpoto ad Ovest, e la Gran Potenza (255 m s.l.m.), collina a Sud nel comune di Benevento.

## Caratteristiche dei tre boschi
Di seguito sono descritte le caratteristiche generali e ambientali, la flora e la fauna dell'oasi, per ognuno dei tre boschi igrofili:

### Bosco di Cellarulo
Poco a valle del centro abitato di Benevento, il bosco è situato tra una stretta ansa del Calore e una serie di emergenze archeologiche, in parte comprese in un parco archeologico, testimoni di un antico insediamento romano in zona e del suo porto fluviale. Il bosco è esteso poco più di 3 ettari e viene inondato ripetutamente tra fine autunno e inizio primavera. La vegetazione si presenta compatta e la fascia ripariale collega il bosco con la confluenza del Sabato nel Calore, poco più a valle, e con la confluenza del torrente Serretelle nel Calore, ancora più a valle.

#### Fauna
- Piccoli mammiferi: volpe (Vulpes vulpes), tasso (Meles meles) e nutria (Myocastor coypus);
- volatili: gallinella d'acqua (Gallinula chloropus), martin pescatore comune (Alcedo atthis), cormorano comune (Phalacrocorax carbo), airone cenerino (Ardea cinerea), airone bianco maggiore (Ardea alba), nitticora (Nycticorax nycticorax), cannaiola (Acrocephalus scirpaceus), cannareccione (Acrocephalus arundinaceus), usignolo di fiume (Cettia cetti) e poiana comune (Buteo buteo);
- rettili: biscia tassellata (Natrix tessellata) e biscia dal collare (Natrix natrix);
- anfibi: rane;
- insetti: libellule e farfalle.[7]

### Bosco di Pantano - Serretelle
Esteso per circa 20 ettari, è il bosco igrofilo più grande di tutto il corso del Calore e si situa tra le due piane fluviali di Pantano, sita in un'ampia ansa del fiume e soggetta ad inondazioni, e del tratto terminale del torrente Serretelle.

#### Flora

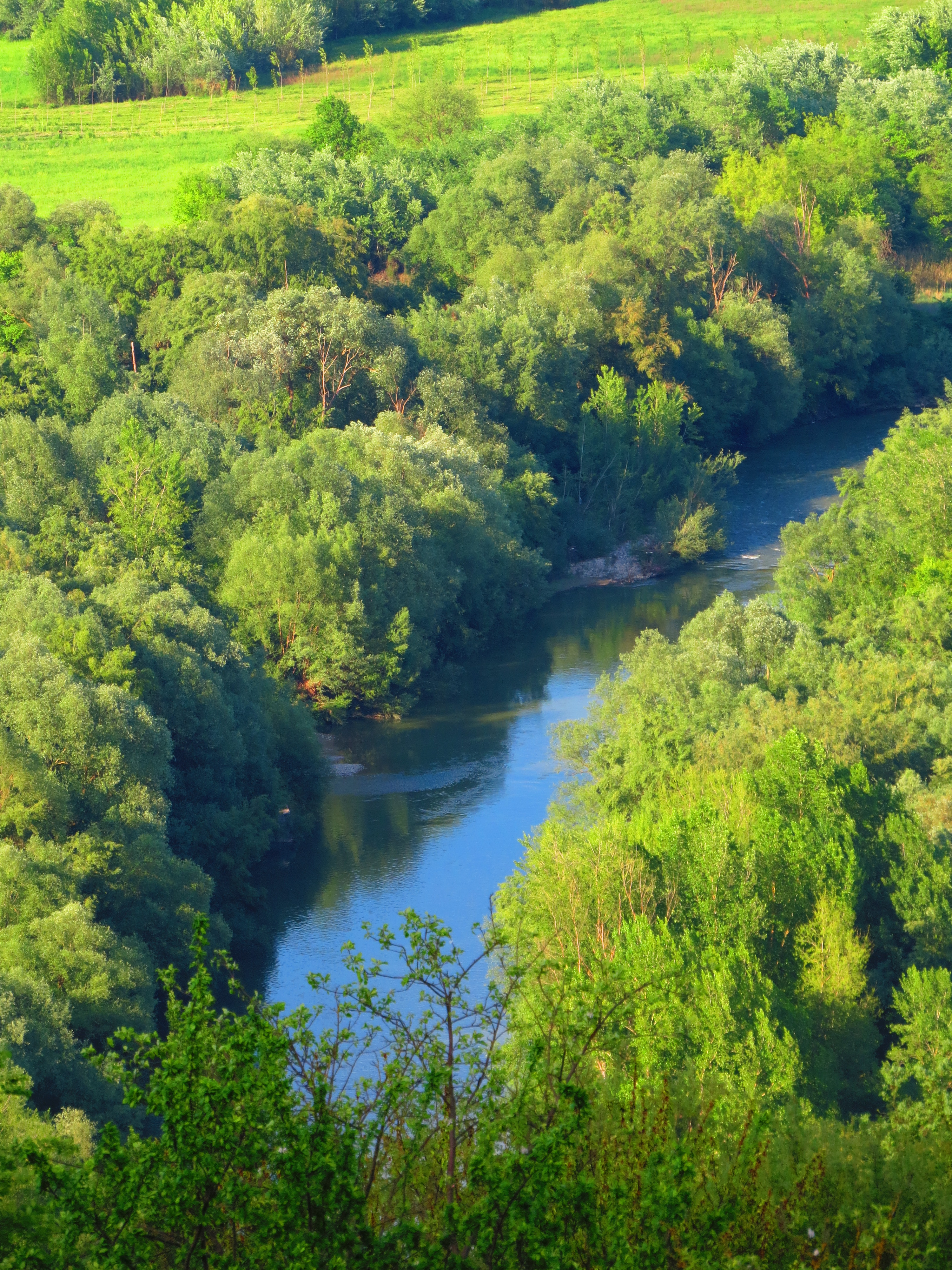
Il fiume Calore nei pressi della confluenza del torrente Ienca

- Specie arboree: salice bianco (Salix alba) e pioppo bianco (Populus alba);
- vegetazione di sottobosco: sambuco, biancospino (Crataegus monogyna), evonimo (Euonymus europaeus), rovo (Rubus ulmifolius), edera (Hedera helix), ortica (Urtica dioica), malva, finocchio selvatico (Foeniculum vulgare), cannuccia di palude (Phragmites australis), canna, tifa (Typha latifolia) e giunco.[7]

#### Fauna
- Piccoli mammiferi: volpe (Vulpes vulpes) e tasso (Meles meles);
- volatili: rigogolo (Oriolus oriolus), merlo (Turdus merula), verdone comune (Chloris chloris), gheppio comune (Falco tinnunculus) e gruccione comune (Merops apiaster);
- invertebrati (granchio di fiume)[senza fonte], pesci, anfibi.[7]

### Bosco alla confluenza Jenga - Calore
Di estensione non riportata ma definita discreta dal legislatore, è sito all'incrocio dei due corridoi faunistici del fiume Calore e del torrente Jenga, che drena con i suoi affluenti il settore centro-orientale del massiccio del Taburno - Camposauro (ovvero la valle Vitulanese).
Viene segnalata la fauna volatile: ardeidi, tra cui l'airone cenerino (Ardea cinerea), e il tarabuso (Botaurus stellaris), raro per questo habitat e osservato nel gennaio 2002.

## Punti di interesse
- Parco archeologico di Cellarulo[2]
- Chiesa di Sant'Angelo a Piesco[2]
- tre ponti di epoca romana[2]

## Accessi
Fulcro della viabilità nell'area protetta è la pista ciclopedonale Paesaggi Sanniti, costruita sul sedime di un tratto della ferrovia Napoli-Foggia dismesso nell'ambito dell'ammodernamento ad Alta Velocità/Alta Capacità. La pista ha accessi con parcheggi ai due termini nelle contrade Pantano e Scafa e nei pressi della strada provinciale 153 Vitulanese, laddove questa attraversa il Calore. Dalla pista è possibile deviare verso viabilità e sentieri locali.

## Attività
- Birdwatching[2].
- Escursionismo
- Leafpeeping